# Schistostege
Schistostege is een geslacht van vlinders van de familie spanners (Geometridae), uit de onderfamilie Larentiinae.

## Soorten
- S. decussata (Denis & Schiffermüller, 1775)
- S. forsteri Vojnits, 1973
- S. nubilaria (Hübner, 1799)